# Gnathia varanus
Gnathia varanus (лат.) — вид ракообразных из семейства Gnathiidae подотряда Cymothoida. Представители были найдены в акватории в Кораллового моря, в северной части Большого Барьерного рифа, и описаны как новый вид в 2012 году Svavarsson и Bruce.